# Seven de la República 2008
El Seven de la República de 2008 fue la vigésimo-quinta edición del torneo de rugby 7 de fin de temporada para uniones regionales afiliadas a la Unión Argentina de Rugby y la décimo-novena en ser organizada en la ciudad de Paraná, Entre Ríos. Se llevó a cabo el 6 y 7 de diciembre de 2008 en El Plumazo, sede del Club Atlético Estudiantes de Paraná.
El seleccionado de Buenos Aires derrotó 17-10 en la final al seleccionado de la Unión Cordobesa de Rugby y consiguió así su undécimo campeonato. El conjunto porteño fue dirigido por Pablo Candia y contó con jugadores como Martín Landajo y Benjamín Urdapilleta, quien marcó siete puntos en la final.
La Unión de Rugby de Cuyo y la Unión de Rugby de Tucumán se quedaron con la Copa de Plata y la Copa de Bronce, respectivamente. El cordobés Pedro Garzón, autor de un try en la final, fue elegido mejor jugador del torneo, mientras que la Unión de Rugby de Tierra del Fuego recibió el Premio Fair Play.

## Equipos participantes
Participaron del torneo las selecciones de veintitrés uniones provinciales de Argentina y la selección nacional de Uruguay como invitada. 
| Equipo              | Unión                                                |
| ------------------- | ---------------------------------------------------- |
| Alto Valle          | Unión de Rugby del Alto Valle de Río Negro y Neuquén |
| Austral             | Unión de Rugby Austral                               |
| Buenos Aires        | Unión de Rugby de Buenos Aires                       |
| Córdoba             | Unión Cordobesa de Rugby                             |
| Cuyo                | Unión de Rugby de Cuyo                               |
| Entre Ríos          | Unión Entrerriana de Rugby                           |
| Formosa             | Unión de Rugby de Formosa                            |
| Jujuy               | Unión Jujeña de Rugby                                |
| La Rioja            | Unión Riojana de Rugby                               |
| Lagos del Sur       | Unión de Rugby de los Lagos del Sur                  |
| Mar del Plata       | Unión de Rugby de Mar del Plata                      |
| Misiones            | Unión de Rugby de Misiones                           |
| Nordeste            | Unión de Rugby del Nordeste                          |
| Oeste               | Unión de Rugby del Oeste de Buenos Aires             |
| Rosario             | Unión de Rugby de Rosario                            |
| Salta               | Unión de Rugby de Salta                              |
| San Juan            | Unión Sanjuanina de Rugby                            |
| San Luis            | Unión Santafesina de Rugby                           |
| Santa Fe            | Unión Santafesina de Rugby                           |
| Santiago del Estero | Unión Santiagueña de Rugby                           |
| Sur                 | Unión de Rugby del Sur                               |
| Tierra del Fuego    | Unión de Rugby de Tierra del Fuego                   |
| Tucumán             | Unión de Rugby de Tucumán                            |
| Uruguay             | Unión de Rugby del Uruguay                           |

En cursiva los seleccionados internacionales invitados.

## Formato
Fase de grupos
Los veinticuatro equipos fueron divididos en ocho grupos de tres equipos cada uno. Los grupos fueron organizados de acuerdo a la posición final que cada equipo obtuvo en la edición anterior: del 1.° al 8.° se les asignaron las zonas de la 1 a la 8 en orden; del 9.° al 16.° se les asignaron el orden alterno (de la 8 a la 1) y así sucesivamente con los equipos restantes. A los equipos que no participaron de la edición anterior (en este caso San Luis) se les asignaron las últimas posiciones.
Cada zona se resolvió con el sistema de todos contra todos a una sola ronda; la victoria otorgando 2 puntos, el empate 1 y la derrota 0. Los equipos clasificaron a la fase final de acuerdo a su posiciones finales en el grupo. Los ganadores de cada grupo clasificaron a la Copa de Oro, los segundos a la Copa de Bronce y los terceros a una ronda de reubicación para definir su posicionamiento final..
Fase final
La fase final se definió eliminación directa: la Copa de Oro (1.° al 8.°) y la Copa de Bronce (9.° al 16.°) se disputaron en tres rondas, mientras que los equipos eliminados en los cuartos de final de la Copa de Oro (5.° al 8.°) pasaron a disputar la Copa de Plata.

## Fase de grupos
| Pos. | Equipos    | Partidos | Partidos | Partidos | Tantos | Tantos | Tantos | Pts. |
| Pos. | Equipos    | G        | E        | P        | PF     | PC     | DP     | Pts. |
| ---- | ---------- | -------- | -------- | -------- | ------ | ------ | ------ | ---- |
| 1.°  | Cuyo       | 2        | 0        | 0        | 49     | 12     | +37    | 4    |
| 2.°  | Alto Valle | 1        | 0        | 1        | 19     | 37     | -18    | 2    |
| 3.°  | San Juan   | 0        | 0        | 2        | 29     | 48     | -19    | 0    |

| 6 de diciembre | Cuyo | 29 - 12 | San Juan |  |  |
|                |      | Reporte |          |  |  |

| 6 de diciembre | Alto Valle | 19 - 17 | San Juan |  |  |
|                |            | Reporte |          |  |  |

| 6 de diciembre | Cuyo | 20 - 0  | Alto Valle |  |  |
|                |      | Reporte |            |  |  |

| Pos. | Equipos       | Partidos | Partidos | Partidos | Tantos | Tantos | Tantos | Pts. |
| Pos. | Equipos       | G        | E        | P        | PF     | PC     | DP     | Pts. |
| ---- | ------------- | -------- | -------- | -------- | ------ | ------ | ------ | ---- |
| 1.°  | Mar del Plata | 2        | 0        | 0        | 50     | 0      | +50    | 4    |
| 2.°  | Austral       | 0        | 1        | 1        | 19     | 38     | -19    | 1    |
| 3.°  | Formosa       | 0        | 1        | 1        | 19     | 50     | -31    | 1    |

| 6 de diciembre | Mar del Plata | 31 - 0  | Formosa |  |  |
|                |               | Reporte |         |  |  |

| 6 de diciembre | Austral | 19 - 19 | Formosa |  |  |
|                |         | Reporte |         |  |  |

| 6 de diciembre | Mar del Plata | 19 - 0  | Austral |  |  |
|                |               | Reporte |         |  |  |

| Pos. | Equipos      | Partidos | Partidos | Partidos | Tantos | Tantos | Tantos | Pts. |
| Pos. | Equipos      | G        | E        | P        | PF     | PC     | DP     | Pts. |
| ---- | ------------ | -------- | -------- | -------- | ------ | ------ | ------ | ---- |
| 1.°  | Buenos Aires | 2        | 0        | 0        | 69     | 7      | +62    | 4    |
| 2.°  | Sur          | 1        | 0        | 1        | 17     | 40     | -23    | 2    |
| 3.°  | Jujuy        | 0        | 0        | 2        | 14     | 53     | -39    | 0    |

| 6 de diciembre | Buenos Aires | 33 - 0  | Sur |  |  |
|                |              | Reporte |     |  |  |

| 6 de diciembre | Jujuy | 7 - 17  | Sur |  |  |
|                |       | Reporte |     |  |  |

| 6 de diciembre | Buenos Aires | 36 - 7  | Jujuy |  |  |
|                |              | Reporte |       |  |  |

| Pos. | Equipos          | Partidos | Partidos | Partidos | Tantos | Tantos | Tantos | Pts. |
| Pos. | Equipos          | G        | E        | P        | PF     | PC     | DP     | Pts. |
| ---- | ---------------- | -------- | -------- | -------- | ------ | ------ | ------ | ---- |
| 1.°  | Córdoba          | 2        | 0        | 0        | 50     | 5      | +45    | 4    |
| 2.°  | Tierra del Fuego | 1        | 0        | 1        | 36     | 14     | +22    | 2    |
| 3.°  | Misiones         | 0        | 0        | 2        | 0      | 67     | -67    | 0    |

| 6 de diciembre | Córdoba | 36 - 0  | Misiones |  |  |
|                |         | Reporte |          |  |  |

| 6 de diciembre | T. del Fuego | 31 - 0  | Misiones |  |  |
|                |              | Reporte |          |  |  |

| 6 de diciembre | Córdoba | 14 - 5  | T. del Fuego |  |  |
|                |         | Reporte |              |  |  |

| Pos. | Equipos  | Partidos | Partidos | Partidos | Tantos | Tantos | Tantos | Pts. |
| Pos. | Equipos  | G        | E        | P        | PF     | PC     | DP     | Pts. |
| ---- | -------- | -------- | -------- | -------- | ------ | ------ | ------ | ---- |
| 1.°  | Santa Fe | 1        | 1        | 0        | 53     | 12     | +41    | 3    |
| 2.°  | Tucumán  | 1        | 1        | 0        | 54     | 12     | +42    | 3    |
| 3.°  | La Rioja | 0        | 0        | 2        | 0      | 83     | -83    | 0    |

| 6 de diciembre | Tucumán | 42 - 0  | La Rioja |  |  |
|                |         | Reporte |          |  |  |

| 6 de diciembre | Santa Fe | 41 - 0  | La Rioja |  |  |
|                |          | Reporte |          |  |  |

| 6 de diciembre                                                                       | Tucumán | 12 - 12 | Santa Fe |  |  |
|                                                                                      |         | Reporte |          |  |  |
| Santa Fe ganó el desempate por tener menor cantidad de tarjetas amarillas recibidas. |         |         |          |  |  |

| Pos. | Equipos  | Partidos | Partidos | Partidos | Tantos | Tantos | Tantos | Pts. |
| Pos. | Equipos  | G        | E        | P        | PF     | PC     | DP     | Pts. |
| ---- | -------- | -------- | -------- | -------- | ------ | ------ | ------ | ---- |
| 1.°  | Nordeste | 2        | 0        | 0        | 59     | 17     | +42    | 4    |
| 2.°  | Salta    | 1        | 0        | 1        | 62     | 19     | +43    | 2    |
| 3.°  | Oeste    | 0        | 0        | 2        | 0      | 85     | -85    | 0    |

| 6 de diciembre | Salta | 45 - 0  | Oeste |  |  |
|                |       | Reporte |       |  |  |

| 6 de diciembre | Nordeste | 40 - 0  | Oeste |  |  |
|                |          | Reporte |       |  |  |

| 6 de diciembre | Salta | 17 - 19 | Nordeste |  |  |
|                |       | Reporte |          |  |  |

| Pos. | Equipos         | Partidos | Partidos | Partidos | Tantos | Tantos | Tantos | Pts. |
| Pos. | Equipos         | G        | E        | P        | PF     | PC     | DP     | Pts. |
| ---- | --------------- | -------- | -------- | -------- | ------ | ------ | ------ | ---- |
| 1.°  | Uruguay         | 2        | 0        | 0        | 62     | 7      | +55    | 4    |
| 2.°  | Sgo. del Estero | 1        | 0        | 1        | 33     | 29     | +4     | 2    |
| 3.°  | Lagos del Sur   | 0        | 0        | 2        | 5      | 64     | -59    | 0    |

| 6 de diciembre | Uruguay | 38 - 0  | Lagos del Sur |  |  |
|                |         | Reporte |               |  |  |

| 6 de diciembre | S. del Estero | 26 - 5  | Lagos del Sur |  |  |
|                |               | Reporte |               |  |  |

| 6 de diciembre | Uruguay | 24 - 7  | S. del Estero |  |  |
|                |         | Reporte |               |  |  |

| Pos. | Equipos    | Partidos | Partidos | Partidos | Tantos | Tantos | Tantos | Pts. |
| Pos. | Equipos    | G        | E        | P        | PF     | PC     | DP     | Pts. |
| ---- | ---------- | -------- | -------- | -------- | ------ | ------ | ------ | ---- |
| 1.°  | Rosario    | 2        | 0        | 0        | 55     | 7      | +48    | 4    |
| 2.°  | Entre Ríos | 1        | 0        | 1        | 32     | 31     | +1     | 2    |
| 3.°  | San Luis   | 0        | 0        | 2        | 5      | 54     | -49    | 0    |

| 6 de diciembre | Entre Ríos | 25 - 5  | San Luis |  |  |
|                |            | Reporte |          |  |  |

| 6 de diciembre | Rosario | 29 - 0  | San Luis |  |  |
|                |         | Reporte |          |  |  |

| 6 de diciembre | Entre Ríos | 7 - 26  | Rosario |  |  |
|                |            | Reporte |         |  |  |

|  | Clasifica a Copa de Oro           |
|  | Clasifica a Copa de Bronce        |
|  | Disputa clasificación de terceros |

## Fase final

### Copa de Oro
|  | Cuartos de final | Cuartos de final | Cuartos de final |              |               | Semifinales   | Semifinales | Semifinales |  |         | Final   | Final | Final |  |
|  |                  |                  |                  |              |               |               |             |             |  |         |         |       |       |  |
|  |                  |                  |                  |              |               |               |             |             |  |         |         |       |       |  |
|  | 1                | Cuyo             | 14               |              |               |               |             |             |  |         |         |       |       |  |
|  | 1                | Cuyo             | 14               |              |               |               |             |             |  |         |         |       |       |  |
|  | 8                | Rosario          | 28               |              |               |               |             |             |  |         |         |       |       |  |
|  | 8                | Rosario          | 28               |              | Rosario       | Rosario       | 0           |             |  |         |         |       |       |  |
|  |                  |                  |                  |              | Rosario       | Rosario       | 0           |             |  |         |         |       |       |  |
|  |                  |                  | Córdoba          | Córdoba      | 12            |               |             |             |  |         |         |       |       |  |
|  | 4                | Córdoba          | Córdoba          | Córdoba      | 12            | 22            |             |             |  |         |         |       |       |  |
|  | 4                | Córdoba          |                  |              |               |               |             |             |  |         |         |       |       |  |
|  | 5                | Santa Fe         | 0                |              |               |               |             |             |  |         |         |       |       |  |
|  | 5                | Santa Fe         | 0                |              |               |               |             |             |  | Córdoba | Córdoba | 10    |       |  |
|  |                  |                  |                  |              |               |               |             |             |  | Córdoba | Córdoba | 10    |       |  |
|  |                  |                  | Buenos Aires     | Buenos Aires | 17            |               |             |             |  |         |         |       |       |  |
|  | 2                | Mar del Plata    | Buenos Aires     | Buenos Aires | 17            | 12            |             |             |  |         |         |       |       |  |
|  | 2                | Mar del Plata    |                  |              |               |               |             |             |  |         |         |       |       |  |
|  | 7                | Uruguay          | 5                |              |               |               |             |             |  |         |         |       |       |  |
|  | 7                | Uruguay          | 5                |              | Mar del Plata | Mar del Plata | 7           |             |  |         |         |       |       |  |
|  |                  |                  |                  |              | Mar del Plata | Mar del Plata | 7           |             |  |         |         |       |       |  |
|  |                  |                  | Buenos Aires     | Buenos Aires | 22            |               |             |             |  |         |         |       |       |  |
|  | 3                | Buenos Aires     | Buenos Aires     | Buenos Aires | 22            | 17            |             |             |  |         |         |       |       |  |
|  | 3                | Buenos Aires     |                  |              |               |               |             |             |  |         |         |       |       |  |
|  | 6                | Nordeste         | 12               |              |               |               |             |             |  |         |         |       |       |  |
|  | 6                | Nordeste         | 12               |              |               |               |             |             |  |         |         |       |       |  |
|  |                  |                  |                  |              |               |               |             |             |  |         |         |       |       |  |

#### Copa de Plata
|  | Semifinales | Semifinales | Semifinales |         |      | Final | Final | Final |  |
|  |             |             |             |         |      |       |       |       |  |
|  |             |             |             |         |      |       |       |       |  |
|  | Cuyo        | Cuyo        | 26          |         |      |       |       |       |  |
|  | Cuyo        | Cuyo        | 26          |         |      |       |       |       |  |
|  | Santa Fe    | Santa Fe    | 12          |         |      |       |       |       |  |
|  | Santa Fe    | Santa Fe    | 12          |         | Cuyo | Cuyo  | 29    |       |  |
|  |             |             |             |         | Cuyo | Cuyo  | 29    |       |  |
|  |             |             | Uruguay     | Uruguay | 15   |       |       |       |  |
|  | Uruguay     | Uruguay     | Uruguay     | Uruguay | 15   | 12    |       |       |  |
|  | Uruguay     | Uruguay     |             |         |      | 12    |       |       |  |
|  | Nordeste    | Nordeste    | 0           |         |      |       |       |       |  |
|  | Nordeste    | Nordeste    | 0           |         |      |       |       |       |  |
|  |             |             |             |         |      |       |       |       |  |

### Copa de Bronce
|  | Cuartos de final | Cuartos de final | Cuartos de final |         |                 | Semifinales     | Semifinales | Semifinales |  |         | Final   | Final | Final |  |
|  |                  |                  |                  |         |                 |                 |             |             |  |         |         |       |       |  |
|  |                  |                  |                  |         |                 |                 |             |             |  |         |         |       |       |  |
|  | 1                | Alto Valle       | 14               |         |                 |                 |             |             |  |         |         |       |       |  |
|  | 1                | Alto Valle       | 14               |         |                 |                 |             |             |  |         |         |       |       |  |
|  | 8                | Entre Ríos       | 12               |         |                 |                 |             |             |  |         |         |       |       |  |
|  | 8                | Entre Ríos       | 12               |         | Alto Valle      | Alto Valle      | 19          |             |  |         |         |       |       |  |
|  |                  |                  |                  |         | Alto Valle      | Alto Valle      | 19          |             |  |         |         |       |       |  |
|  |                  |                  | Tucumán          | Tucumán | 21              |                 |             |             |  |         |         |       |       |  |
|  | 4                | Tierra del Fuego | Tucumán          | Tucumán | 21              | 0               |             |             |  |         |         |       |       |  |
|  | 4                | Tierra del Fuego |                  |         |                 |                 |             |             |  |         |         |       |       |  |
|  | 5                | Tucumán          | 17               |         |                 |                 |             |             |  |         |         |       |       |  |
|  | 5                | Tucumán          | 17               |         |                 |                 |             |             |  | Tucumán | Tucumán | 17    |       |  |
|  |                  |                  |                  |         |                 |                 |             |             |  | Tucumán | Tucumán | 17    |       |  |
|  |                  |                  | Salta            | Salta   | 12              |                 |             |             |  |         |         |       |       |  |
|  | 2                | Austral          | Salta            | Salta   | 12              | 10              |             |             |  |         |         |       |       |  |
|  | 2                | Austral          |                  |         |                 |                 |             |             |  |         |         |       |       |  |
|  | 7                | Sgo. del Estero  | 17               |         |                 |                 |             |             |  |         |         |       |       |  |
|  | 7                | Sgo. del Estero  | 17               |         | Sgo. del Estero | Sgo. del Estero | 0           |             |  |         |         |       |       |  |
|  |                  |                  |                  |         | Sgo. del Estero | Sgo. del Estero | 0           |             |  |         |         |       |       |  |
|  |                  |                  | Salta            | Salta   | 17              |                 |             |             |  |         |         |       |       |  |
|  | 3                | Sur              | Salta            | Salta   | 17              | 19              |             |             |  |         |         |       |       |  |
|  | 3                | Sur              |                  |         |                 |                 |             |             |  |         |         |       |       |  |
|  | 6                | Salta            | 26               |         |                 |                 |             |             |  |         |         |       |       |  |
|  | 6                | Salta            | 26               |         |                 |                 |             |             |  |         |         |       |       |  |
|  |                  |                  |                  |         |                 |                 |             |             |  |         |         |       |       |  |

| 7 de diciembre | Austral | 5 - 24  | Sur |  |  |
|                |         | Reporte |     |  |  |

| 7 de diciembre | Entre Ríos | 12 - 7  | T.d. Fuego |  |  |
|                |            | Reporte |            |  |  |

### Clasificación de Terceros
|  | Semifinales | Semifinales | Semifinales |          |          | Partido 17.° puesto | Partido 17.° puesto | Partido 17.° puesto |  |
|  |             |             |             |          |          |                     |                     |                     |  |
|  |             |             |             |          |          |                     |                     |                     |  |
|  | 1           | San Juan    | 26          |          |          |                     |                     |                     |  |
|  | 1           | San Juan    | 26          |          |          |                     |                     |                     |  |
|  | 8           | San Luis    | 0           |          |          |                     |                     |                     |  |
|  | 8           | San Luis    | 0           |          | San Juan | San Juan            | 19                  |                     |  |
|  |             |             |             |          | San Juan | San Juan            | 19                  |                     |  |
|  |             |             | Misiones    | Misiones | 12       |                     |                     |                     |  |
|  | 4           | Misiones    | Misiones    | Misiones | 12       | 35                  |                     |                     |  |
|  | 4           | Misiones    |             |          |          | 35                  |                     |                     |  |
|  | 5           | La Rioja    | 14          |          |          |                     |                     |                     |  |
|  | 5           | La Rioja    | 14          |          |          |                     |                     |                     |  |
|  |             |             |             |          |          |                     |                     |                     |  |

|  | Semifinales | Semifinales   | Semifinales |       |         | Partido 18.° puesto | Partido 18.° puesto | Partido 18.° puesto |  |
|  |             |               |             |       |         |                     |                     |                     |  |
|  |             |               |             |       |         |                     |                     |                     |  |
|  | 2           | Formosa       | 33          |       |         |                     |                     |                     |  |
|  | 2           | Formosa       | 33          |       |         |                     |                     |                     |  |
|  | 7           | Lagos del Sur | 17          |       |         |                     |                     |                     |  |
|  | 7           | Lagos del Sur | 17          |       | Formosa | Formosa             | 19                  |                     |  |
|  |             |               |             |       | Formosa | Formosa             | 19                  |                     |  |
|  |             |               | Jujuy       | Jujuy | 12      |                     |                     |                     |  |
|  | 3           | Jujuy         | Jujuy       | Jujuy | 12      | 34                  |                     |                     |  |
|  | 3           | Jujuy         |             |       |         | 34                  |                     |                     |  |
|  | 6           | Oeste         | 10          |       |         |                     |                     |                     |  |
|  | 6           | Oeste         | 10          |       |         |                     |                     |                     |  |
|  |             |               |             |       |         |                     |                     |                     |  |

## Tabla de posiciones
Las posiciones finales al terminar el campeonato:
| 1.°  | Buenos Aires        | 5 | 0 | 0 | 125 | 36  | +89  |
| 2.°  | Córdoba             | 4 | 0 | 1 | 94  | 22  | +72  |
| 3.°  | Rosario             | 3 | 0 | 1 | 83  | 33  | +50  |
| 4.°  | Mar del Plata       | 3 | 0 | 1 | 69  | 27  | +42  |
| 5.°  | Cuyo                | 4 | 0 | 1 | 118 | 67  | +51  |
| 6.°  | Uruguay             | 3 | 0 | 2 | 94  | 48  | +46  |
| 7.°  | Nordeste            | 2 | 0 | 2 | 71  | 46  | +25  |
| 8.°  | Santa Fe            | 1 | 1 | 2 | 65  | 60  | +5   |
| 9.°  | Tucumán             | 4 | 1 | 0 | 109 | 43  | +66  |
| 10.° | Salta               | 3 | 0 | 2 | 117 | 55  | +62  |
| 11.° | Alto Valle          | 2 | 0 | 2 | 52  | 70  | -18  |
| 12.° | Santiago del Estero | 2 | 0 | 2 | 50  | 56  | -6   |
| 13.° | Sur                 | 2 | 0 | 2 | 60  | 71  | -11  |
| 14.° | Entre Ríos          | 2 | 0 | 2 | 56  | 52  | +4   |
| 15.° | Tierra del Fuego    | 1 | 0 | 3 | 43  | 43  | +0   |
| 16.° | Austral             | 0 | 1 | 3 | 34  | 79  | -45  |
| 17.° | Formosa             | 2 | 1 | 1 | 71  | 79  | -8   |
| 18.° | San Juan            | 2 | 0 | 2 | 74  | 60  | +14  |
| 19.° | Misiones            | 1 | 0 | 3 | 47  | 100 | -53  |
| 20.° | Jujuy               | 1 | 0 | 3 | 60  | 82  | -22  |
| 21.° | La Rioja            | 0 | 0 | 3 | 14  | 118 | -104 |
| 22.° | Oeste               | 0 | 0 | 3 | 10  | 119 | -109 |
| 23.° | Lagos del Sur       | 0 | 0 | 3 | 22  | 97  | -75  |
| 24.° | San Luis            | 0 | 0 | 3 | 5   | 80  | -75  |

|  | Campeón Copa de Oro.    |
|  | Campeón Copa de Plata.  |
|  | Campeón Copa de Bronce. |

|                      |
| Buenos Aires Campeón |
| Undécimo título      |